# Sinopoda wangi
Sinopoda wangi là một loài nhện trong họ Sparassidae. S. wangi được miêu tả năm 1999 bởi Da-xiang Song & Zhu.